# 3326 Agafonikov
3326 Agafonikov eller 1985 FL är en asteroid i huvudbältet som upptäcktes den 20 mars 1985 av den tjeckiske astronomen Antonín Mrkos vid Kleť-observatoriet i Tjeckien. Den är uppkallad efter ryssen Askold Agafonnikov.
Asteroiden har en diameter på ungefär 14 kilometer.